# Hypomyces
Hypomyces é um gênero de fungos parasitas do grupo dos ascomicetos e encontrados na Europa, América do Norte e Austrália. O gênero contém 53 espécies. Seus membros incluem, dentre outros, o H. lactifluorum e o H. chrysospermus.

## Lista completa das espécies
- Hypomyces agaricola
- Hypomyces albidus
- Hypomyces albus
- Hypomyces amaurodermatis
- Hypomyces apiculatus
- Hypomyces apiosporus
- Hypomyces arachnoideus
- Hypomyces arecae
- Hypomyces arenaceus
- Hypomyces armeniacus
- Hypomyces asclepiadis
- Hypomyces ater
- Hypomyces aurantiicolor
- Hypomyces aurantius
- Hypomyces auriculariicola
- Hypomyces australbidus
- Hypomyces australiensis
- Hypomyces australis
- Hypomyces badius
- Hypomyces banningiae
- Hypomyces batavus
- Hypomyces biasolettianus
- Hypomyces boleticola
- Hypomyces boletinus
- Hypomyces boletiphagus
- Hypomyces bombacinus
- Hypomyces bresadolae
- Hypomyces bresadolanus
- Hypomyces camphorati
- Hypomyces caulicola
- Hypomyces cervinigenus
- Hypomyces cervinus
- Hypomyces cesatii
- Hypomyces chlorinigenus
- Hypomyces chlorinus
- Hypomyces chromaticus
- Hypomyces chrysospermus
- Hypomyces completus
- Hypomyces conviva
- Hypomyces corticiicola
- Hypomyces dactylarioides
- Hypomyces deformans
- Hypomyces destruens-equi
- Hypomyces ekmanii
- Hypomyces epimyces
- Hypomyces favoli
- Hypomyces flavescens
- Hypomyces flavolanatus
- Hypomyces floccosus
- Hypomyces fulgens
- Hypomyces fusisporus
- Hypomyces galericola
- Hypomyces goroshankianus
- Hypomyces hrubyanus
- Hypomyces hyacinthi
- Hypomyces hyalinus
- Hypomyces inaequalis
- Hypomyces insignis
- Hypomyces javanicus
- Hypomyces khaoyaiensis
- Hypomyces lactifluorum
- Hypomyces laeticolor
- Hypomyces lateritius
- Hypomyces leotiarum
- Hypomyces leotiicola
- Hypomyces linearis
- Hypomyces linkii
- Hypomyces lithuanicus
- Hypomyces macrosporus
- Hypomyces melanocarpus
- Hypomyces melanochlorus
- Hypomyces melanostigma
- Hypomyces microspermus
- Hypomyces miliarius
- Hypomyces mycogones
- Hypomyces mycophilus
- Hypomyces niveus
- Hypomyces novae-zelandiae
- Hypomyces ochraceus
- Hypomyces odoratus
- Hypomyces orthosporus
- Hypomyces paeonius
- Hypomyces pallidus
- Hypomyces pannosus
- Hypomyces papulasporae
- Hypomyces papyraceus
- Hypomyces parvisporus
- Hypomyces parvus
- Hypomyces penicillatus
- Hypomyces pergamenus
- Hypomyces perniciosus
- Hypomyces petchii
- Hypomyces pezizae
- Hypomyces polyporinus
- Hypomyces porphyreus
- Hypomyces pseudocorticiicola
- Hypomyces pseudopolyporinus
- Hypomyces psiloti
- Hypomyces puertoricensis
- Hypomyces purpureus
- Hypomyces robledoi
- Hypomyces rosellus
- Hypomyces rostratus
- Hypomyces rubi
- Hypomyces semitranslucens
- Hypomyces sepulchralis
- Hypomyces sepultariae
- Hypomyces siamensis
- Hypomyces sibirinae
- Hypomyces spadiceus
- Hypomyces stephanomatis
- Hypomyces stereicola
- Hypomyces stuhlmannii
- Hypomyces subaurantius
- Hypomyces subiculosus
- Hypomyces succineus
- Hypomyces sulphureus
- Hypomyces sympodiophorus
- Hypomyces tegillum
- Hypomyces terrestris
- Hypomyces thailandicus
- Hypomyces thiryanus
- Hypomyces tomentosus
- Hypomyces torminosus
- Hypomyces transformans
- Hypomyces trichoderma
- Hypomyces triseptatus
- Hypomyces tubericola
- Hypomyces tuberosus
- Hypomyces tulasneanus
- Hypomyces vanbruntianus
- Hypomyces vandae
- Hypomyces villosus
- Hypomyces viridigriseus
- Hypomyces viridis
- Hypomyces volemi
- Hypomyces vuilleminianus
- Hypomyces xyloboli
- Hypomyces xylophilus